# Cornelis Meyssens

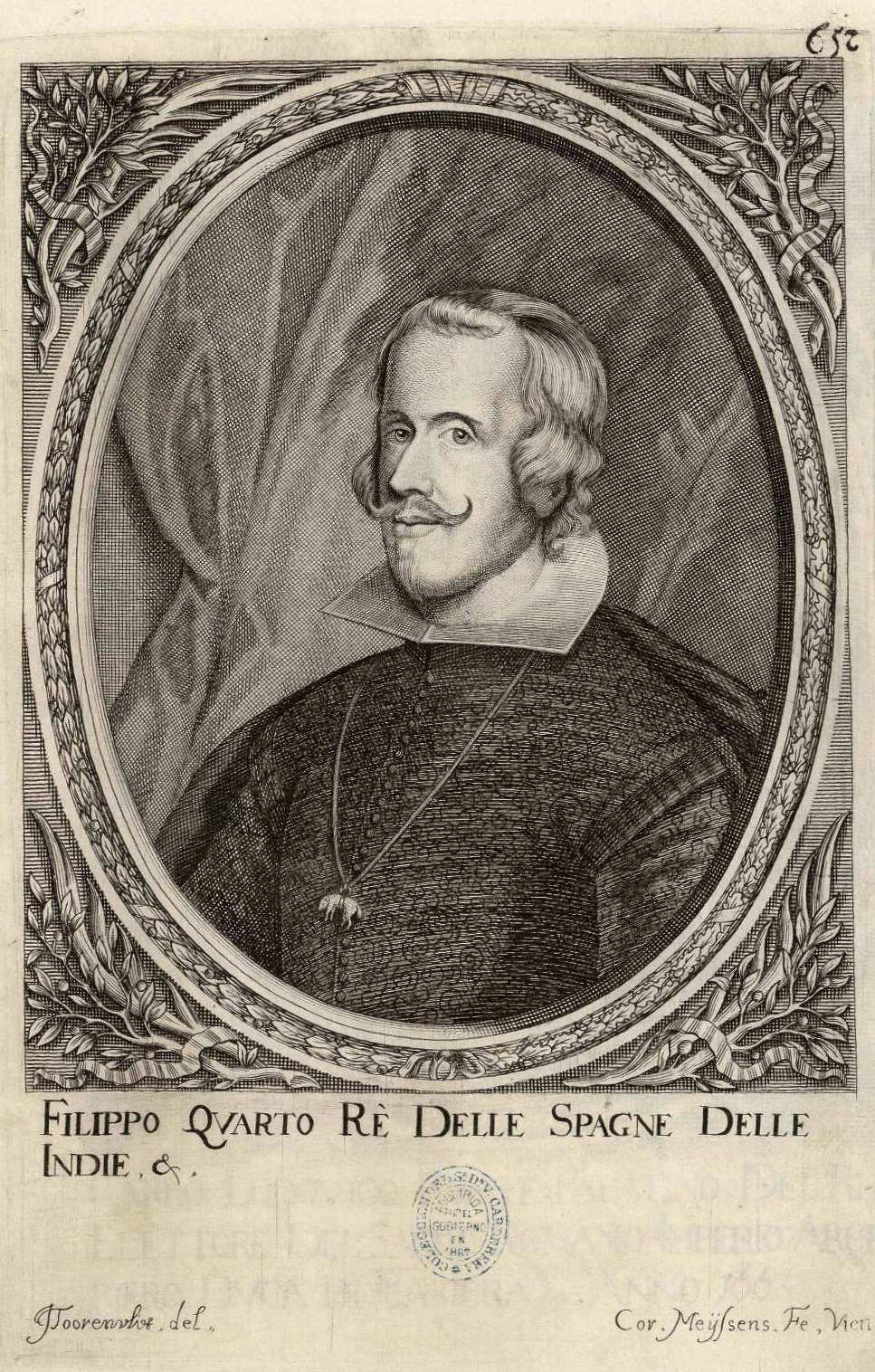
Felipe IV rey de España, ilustración de la Historia di Leopoldo Cesare de Galeazo Gualdo Priorato, Viena, 1670. Grabado de Cornelis Meyssens firmado en Viena por dibujo de Jacob Toorenvliet.

Cornelis Meyssens (Amberes, c. 1640-Viena, después de 1673) fue un calcógrafo flamenco establecido en Viena, hijo del también grabador Joannes Meyssens.
Especializado en retratos, grabó el de su padre según su autorretrato para Het Gulden Cabinet, la colección de biografías de artistas de Cornelis de Bie, Amberes, 1661, para la que proporcionó también el grabado de portada por dibujo de Abraham van Diepenbeeck. Por pinturas de su padre grabó el retrato de Esteban de Gamarra y Contreras, embajador de España en Holanda y, aunque no están firmados, es probable que proporcionase las planchas empleadas en la colección de cuarenta y siete retratos de gobernantes flamencos según Joannes Meyssens, Effigies des Forestiers et Comtes de Flandres, Amberes, 1663.
Establecido en Viena, donde el 28 de febrero de 1677 se casó en segundas nupcias con Catharina Westhausin, participó con numerosos retratos en la Historia di Leopoldo Cesare, Continente le cose piú memorabili successe in Europa dal 1656 al 1670, de Galeazo Gualdo Priorato, publicada en Viena en tres partes entre 1670 y 1674. Entre ellos los retratos de Íñigo Melchor Fernández de Velasco, Gaspar de Teves y Guzmán, Alonso Pérez de Vivero y Menchaca, Juan José de Austria y Gaspar de Bracamonte. También el del rey Felipe IV que, como el de Margarita de Austria del que conserva un ejemplar el Museo del Prado, recuerda modelos velazqueños.
Fuera de ese género del retrato se conoce una estampa con san Roque como intercesor contra la peste hecha en Amberes, copia parcial de un lienzo de altar de Rubens para la iglesia de San Martín de Aalst, Cristo designa a san Roque como santo patrón.